# Семеино
Семеино — деревня в Белозерском районе Вологодской области.
Входит в состав Гулинского сельского поселения, с точки зрения административно-территориального деления — в Гулинский сельсовет.
Расстояние по автодороге до районного центра Белозерска составляет 27,5 км, до центра муниципального образования деревни Никоновская — 2,5 км. Ближайшие населённые пункты — Агеево, Гулино, Ершово, Фёдоровская.
Население по данным переписи 2002 года — 7 человек.